# AirBlade
AirBlade es un deportes videojuego desarrollado por Criterion Games y publicado por SCEE en Europa y Namco en Norteamérica. Es el sucesor espiritual del juego de Dreamcast TrickStyle. Fue lanzado el 9 de noviembre de 2001 en Europa y el 28 de enero de 2002 en Norteamérica para la PlayStation 2.

## Sinopsis
Oscar acababa de perfeccionar su prototipo para un hoverboard llamado AirBlade cuando GCP Corporation decidió cerrar el proyecto. Un Oscar frustrado pasó de contrabando su invento a casa, pero fue rastreado y secuestrado por su antiguo jefe. Su compañero de habitación y entusiasta skater Ethan encuentra el AirBlade escondido en el apartamento y decide usarlo con la ayuda de su hacker amiga Kat para recuperar a Oscar.

## Jugabilidad
La jugabilidad es muy similar a los primeros videojuegos de Tony Hawk's. Los jugadores tienen un tiempo limitado para completar todos los desafíos en un nivel (como noquear a un número de secuaces o destruir reflectores), con pequeñas cantidades de tiempo extra otorgadas por cada éxito. También hay un énfasis en los trucos y combos, que llenan un indicador de impulso que le permite a Ethan moverse más rápido y saltar más alto.
Al completar un nivel, el jugador recibe una clasificación según el tiempo que tarda en completar el nivel, la cantidad de puntos de truco obtenidos, la combinación sucesiva más grande y la cantidad de caídas. Estos rangos van desde A-D (siendo D el rango más bajo posible para pasar el nivel), con un rango 'S' adicional para un desempeño extremadamente bueno. Cualquier rango es suficiente para continuar al siguiente nivel, pero se necesitan rangos altos para desbloquear ciertos personajes jugables.

### Modos
Junto con el juego para un jugador, hay un modo multijugador, similar a los primeros juegos de la serie Tony Hawk o Dave Mirra. Dichos modos fueron los modos Score Attack y Party Score Attack. Un modo adicional a diferencia de los otros simuladores basados en trucos fue Ribbon Tag. En Ribbon Tag, dos jugadores comienzan en extremos opuestos de un mapa y deben correr hacia el centro para obtener un pequeño trozo de cinta de precaución. Una vez que cualquiera de los jugadores tiene la cinta, el otro jugador que no tiene la cinta debe recuperar la cinta. Sostener la cinta aumenta su puntaje cada pocos segundos. Sin embargo, cuanto más tiempo se sostiene la cinta, más dura. Los jugadores deben emplear lo que han aprendido de los niveles y las habilidades aprendidas para llegar a un terreno más alto para mantenerse alejados unos de otros.

## Recepción
AirBlade recibió críticas mixtas de los críticos. Recibió una puntuación del 73,12 % en GameRankings y 70/100 en Metacritic.
Los revisores elogiaron los controles estrictos y los gráficos impresionantes, con IGN afirmando que el juego era "un anuncio brillante para el motor de gráficos RenderWare".
Sin embargo, 1UP.com y GameSpot criticaron la dificultad brutal, causada principalmente por la linealidad de los desafíos: si no se ha logrado una tarea cuando se acaba el tiempo, el jugador se ve obligado a reiniciar el juego. nivel y pruébalos todos de nuevo.